# 中村みづほ
中村 みづほ（なかむら みづほ、1977年11月11日 - ）は、日本のモデル、女優。埼玉県出身。東邦音楽大学附属東邦中学校・高等学校卒業。
1999年から2000年にかけての旧芸名はみづほ。

## 来歴・人物
- 高校時代に渋谷でスカウトされる。ただ、当時はピアノの先生になる事も考えていたようである。
- 1996年4月、女性ファッション雑誌『JJ』の専属レギュラーモデルに抜擢される。
- 1997年には『東レキャンペーンガール』、1998年には『キリン生ビールキャンペーンガール』と、タレントの登竜門でもあるトップクラスのキャンギャルを2期連続で務める。
- 1999年、芸名を「みづほ」に改名。2000年、ヘアヌード写真集『mizuho ミレニアム記念ブック』を出版、洗練された美裸身を披露した。その後、デビュー当時から所属していた芸能事務所を辞め、芸能界から半引退状態となる。
- 芸名を元に戻した上で、通販カタログのモデル等に限定した活動を行う。
- 2000年代前半にたむらプロに所属し、テレビドラマ出演等の活動を行う[1]。ただし2005年頃から、同事務所のウェブページの所属タレント一覧からは外れている。
- 2005年、5年振りにヘアヌード写真集『夢色』を出版。同タイトルのDVDも発売された。

## 出演作品

### テレビドラマ
- タブロイド（1998年、フジテレビ）
- パーフェクトラブ!（1999年、フジテレビ系）
- キッズ・ウォー5〜ざけんなよ〜（2003年、TBS） - 千枝 役

### CM
- カルビー「堅あげポテト」（1996年）
- ロッテ「ZERO TIME」（1996年）
- 近畿日本鉄道「'97 夏の伊勢志摩」（1997年）
- 牛乳石鹸「ティーシャワー」（1997年）
- ロート製薬「BATH de ALOMA」（1998年）
- NTTドコモ関西 企業CM（1998年）
- 花王「エッセンシャルビューティーケア」（1999年）

### 映画
- 東京伝説 蠢く街の狂気（2004年、竹書房） - 増本萌 役

### 映像作品
- Pico 美少女ファイル33 MIZUHO NAKAMURA '97東レキャンペーンガール（1997年、笠倉出版） - VHSのみ。
- LOVE&PEACE（1997年、スコラ） - VHSのみ。
- アイドル黄金伝説 中村みづほ（2003年、ブロードウェイ） - DVDのみ。

（上記「LOVE&PEACE」の再リリース）
- 夢色（2005年、竹書房） - DVDのみ。

## 書籍

### 写真集
- BLANC（1997年、英知出版）ISBN 4754211723 撮影：渡辺達生
- glamour（1998年、英知出版）ISBN 4754211936 撮影：斉木弘吉
- lumiere（ルミエール）（1999年、英知出版）ISBN 4754212304 撮影：井ノ元浩二
- mizuho ミレニアム記念ブック（2000年、英知出版）ISBN 4754212479 撮影：井ノ元浩二
- 夢色（2005年、竹書房）ISBN 481242299X 撮影：福谷美智緒